# Shahlo Mahmudova
Shahlo Nasimovna Mahmudova ist eine usbekische Politikerin.
Shahlo Mahmudova studierte am Textilwissenschaftlichen Institut in Taschkent. Zur Zeit der Sowjetunion trat sie in die Massenorganisation Komsomol ein und wurde schließlich Sekretärin der usbekischen Komsomol-Abteilung. Nach dem Zusammenbruch der Sowjetunion 1991 wurde sie von Staatspräsident Islom Karimov zur Außenministerin ernannt. Sie hatte dieses Amt nur wenige Monate inne. In diese Zeit fiel jedoch etwa der Beitritt der Republik Usbekistan zu den Vereinten Nationen sowie die Aufnahme selbständiger diplomatischer Beziehungen zu vielen Staaten. Nach ihrer Entlassung als Außenministerin leitete sie eine staatliche Stelle zur Anwerbung ausländischer Wirtschaftsinvestitionen.